# Бишоп, Джон Пил
Джон Пил Бишоп (англ. John Peale Bishop; 21 мая 1891, Чарльз-Таун, Западная Виргиния, США — 4 апреля 1944, Хайаннис, Массачусетс, США) — американский поэт, эссеист и критик.

## Биография
Бишоп родился в городе Чарльз-Таун в штате Западная Виргиния в семье выходцев из Новой Англии. Посещал школу в Хейгерстауне и Академию Мерсерсбурга и уже с детства проявлял интерес к литературе и истории, особенно к истории своего родного города. В возрасте 18 лет Бишоп серьёзно заболел, вследствие чего на некоторое время лишился зрения. В 1913 году поступил в Принстонский университет, где подружился с будущими великими литераторами — Эдмундом Уилсоном и Фрэнсисом Скоттом Фицджеральдом.
После окончания университета в 1917 году Бишоп был призван в армию и направлен в Европу, где в течение двух лет принимал участие в Первой мировой войне в составе войск США. Служба во Франции вдохновила Джона Пила на написание небольшого рассказа «Resurrection» (с англ. — «Воскрешение») и окончательно влюбила автора в эту страну. По возвращении в Америку Бишоп публиковался в нью-йоркском журнале «Vanity Fair».
В 1922 году Джон Пил Бишоп женился на Маргарет Хатчинс, и вскоре они отправились во Францию. В окрестностях Парижа семейная пара прожила до 1933 года, и у неё родились три сына. В Европе Бишоп вращался в кругах американских писателей-иммигрантов, среди которых Эзра Паунд, Эрнест Хемингуэй, Эдвард Эстлин Каммингс и Арчибальд Маклиш.